# کشتزارموش‌تباران
کشتزارموش‌تباران (به لاتین: Apodemini)، تباری از جوندگان موش‌واران در زیرخانواده نیاموشان است. این شامل دو سرده موجود است، یکی در سرتاسر اوراسیا و دیگری بومی جزایر ریوکیو است. چندین سرده فسیلی نیز از سراسر اوراسیا شناخته شده‌اند، از جمله یک گونه بزرگ (راگامیس) که حداقل تا هزاره اول پیش از میلاد در ساردینیا و کرس باقی مانده بود، زمانی که احتمالاً توسط فعالیت‌های انسانی از بین رفته‌است.